# Regens
Der Regens (Partizip zu lateinisch regere, „leiten, herrschen“, pl. Regenten) ist in der katholischen Kirche der Leiter eines bischöflichen Seminars, insbesondere des Priesterseminars einer Diözese. Der Regens steht der Lebens- und Ausbildungsgemeinschaft der Seminaristen vor und regelt alle äußeren Fragen des Seminarbetriebs. Er wird bisweilen auch als Superior („Vorsteher“) bezeichnet.
Die Bezeichnung Regens leitet sich wahrscheinlich davon ab, dass in den Universitäten des späten Mittelalters die Studenten üblicherweise in Bursen oder Regentien wohnten, wo auch ein großer Teil ihrer Vorlesungen stattfand. Der Leiter einer Regentie, der für die Organisation und Disziplin verantwortlich war, wurde als Magister regens oder kurz Regens bezeichnet.
Der für das Seminar zuständige Diözesanbischof beruft den Regens, dieser ist dem Bischof zur Rechenschaft verpflichtet. Der Regens eines Priesterseminars ist immer Priester.
Regens oder Regent ist auch der Titel der Assistenten des Präfekten des Päpstlichen Hauses und des Kardinalgroßpönitentiars.

## Aufgaben
Zu seinen Aufgaben zählen neben der Führung der wirtschaftlichen, personellen und organisatorischen Angelegenheiten des Seminars die disziplinarische Leitung der Einrichtung und die Beurteilung der Priesteramtskandidaten im Hinblick auf ihre Zulassung zur Weihe. Das schließt insbesondere auch Gespräche mit den Seminaristen über den Fortgang ihrer Studien und ihre persönliche Situation ein. Um ihn in seinen Aufgaben zu unterstützen, kann ihm ein Subregens zur Seite stehen, der ihm untergeordnet ist und ebenfalls vom Bischof berufen und eingesetzt wird.
Neben dem Regens verfügt jedes Priesterseminar über einen Spiritual, ebenfalls einen vom Diözesanbischof für die Ausbildung der Priesteramtsanwärter abgestellten Priester, der nur für die geistliche Begleitung der Kandidaten zuständig ist und keine Leitungsaufgaben wahrnehmen darf. Die Aufgabenteilung zwischen Regens (disziplinarische Leitung, Forum externum) und Spiritual (geistliche Leitung und Beichte, Forum internum) wird strikt gehandhabt, um das unbedingte Vertrauensverhältnis der Seminaristen zu ihrem geistlichen Leiter zu gewährleisten.
In Diözesen ohne eigenes Priesterseminar (wie z. B. im Bistum St. Gallen) ist der Regens zuständig für die Begleitung der Theologiestudenten der eigenen Diözese. Er organisiert Studententreffen, an denen der Kontakt unter den Studenten, aber auch mit der Bistumsleitung gepflegt werden kann. Der Regens besucht zudem „seine“ Studenten jeweils an den verschiedenen Studienorten und Ausbildungsplätzen.